# 库勒拜镇
库勒拜乡，是中华人民共和国新疆维吾尔自治区阿勒泰地区哈巴河县下辖的一个乡镇级行政单位。

## 行政区划
库勒拜乡下辖以下地区：
库勒拜村、姜居勒克村、萨尔塔克太村、库勒拜喀拉阔布村、巴勒塔村、喀拉希力克村、塔斯喀拉村、喀尔乌特克勒村、喀英德阿热勒村、阿克加尔村、库勒拜阔斯阿热勒村、库勒拜阿克齐村、喀拉布拉克村、铁热克提胡拉克村、吾什托别村、托喀勒别依特村、萨尔沃依村、均塔斯塔克村、萨尔合亚克村、那勒村、齐巴尔喀拉塔斯村、阿勒尕村、别斯库都克村、阿克阿热勒村、喀拉乌泽克村和四十一公里村。